# W3-Indikatoren
W3-Indikatoren sind ein Ensemble von Indikatoren für Wohlstand und Fortschritt, die im Gegensatz zur bisherigen sozioökonomischen Kennzahl "Bruttoinlandsprodukt" potenziell aussagekräftigere Wohlstands- und Fortschrittsindikatoren darstellen sollen.
In Deutschland nahm im Januar 2011 die Enquete-Kommission Wachstum, Wohlstand, Lebensqualität – Wege zu nachhaltigem Wirtschaften und gesellschaftlichem Fortschritt in der Sozialen Marktwirtschaft ihre Arbeit auf. Diese Enquete-Kommission des Bundestages war ein Gremium, welches sich die Aufgabe gestellt hatte, nach einer möglichen neuen Messzahl für Wohlstand und Fortschritt zu suchen – jenseits der Wachstumsfixierung des bisher als beherrschenden Maßstab geltenden Bruttosozialprodukts sowie der bisher nicht bzw. ungenügend berücksichtigten Kosten z. B. des Naturverbrauchs oder des Artensterbens. Die Kommission setzt sich aus siebzehn Abgeordneten aller Fraktionen sowie siebzehn Fachleuten zusammen.
Ein Ergebnis der Kommission sind die W3-Indikatoren, die im Gegensatz zum Bruttoinlandsprodukt ganzheitliche Wohlstands- und Fortschrittsindikatoren darstellen sollen.
Die Entwicklung von neuen Indikatoren zur Ergänzung oder Ersetzung des BIP wurde ebenfalls von der EU zur gleichen Zeit in Auftrag gegeben. Das Ergebnis dieser Arbeiten wurde 2020 im Buch Jenseits des BIP – unter anderem verfasst von Joseph E. Stiglitz – vorgestellt.

## Leitindikatoren
Die W3-Indikatoren beinhalten zehn Leitindikatoren in drei Wohlstandsdimensionen:
1. Materieller Wohlstand:
- Bruttoinlandsprodukt (BIP) bzw. BIP pro Kopf
- Einkommensverteilung
- Staatsschulden

2. Soziales und Teilhabe:
- Beschäftigung
- Bildung
- Gesundheit
- Freiheit

3. Ökologie:
- Treibhausgase
- Stickstoff
- Artenvielfalt[4]

Eine Vergleichbarkeit mit anderen Ländern ist dadurch gegeben, dass es sich um Indikatoren handelt, die bereits von nationalen und internationalen Institutionen erhoben wurden und eine hohe Datenqualität aufweisen.
Neben diesen Leitindikatoren schlug die Enquete-Kommission neun weitere Zusatzindikatoren vor, sogenannte „Warnlampen“. Diese Indikatoren ergänzen die Leitindikatoren und werden nur dann sichtbar und analysiert, wenn sie sich negativ entwickeln beziehungsweise gewisse Grenzwerte überschreiten.